# Chalet Magnasco
Lo Chalet Magnasco è una storica residenza della città di Mar del Plata in Argentina.

## Storia
L'edificio venne costruito nel 1926 per volere dei fratelli Luis e Juan Magnasco, proprietari di un'importante azienda casearia, considerata da alcuni come la più antica impresa dell'Argentina in questo settore.
La villa era stata pensata per poter ospitare due residenze distinte.
Il buon livello di preservazione dell'edificio ha fatto sì che venisse dichiarato di interesse patrimoniale dal municipio.

## Descrizione
La caratteristica principale dell'edificio è rappresentata dal duplice loggiato d'angolo, di forma circolare.